# Deinbollia fulvotomentella
Deinbollia fulvotomentella là một loài thực vật có hoa trong họ Bồ hòn. Loài này được Baker f. mô tả khoa học đầu tiên năm 1905.